# Mirasol (Chile)
Mirasol es una localidad chilena, balneario del Litoral central, pertenece administrativamente a la comuna de Algarrobo, Provincia de San Antonio, Región de Valparaíso y corresponde al Distrito 15 del Servicio Electoral.
En el sector se encuentra el humedal de Playa de Mirasol, construido con el aporte de la Fundación Kennedy (dedicada a la conservación de humedales) en el área residencial del balneario. En este lugar se pueden avistar taguas, taguas chicas, queltehues, garzas chicas, arañas pollitos y algunos anfibios, además de plantas como lirios costeros, eucaliptos, azulillo, entre otras.